# Hart auf Sendung
Hart auf Sendung (Untertitel des Originals: Talk Hard. Steal the Air) ist ein Film über den High-School-Schüler Mark, der über seinen Piratensender seinen Gedanken anonym Ausdruck verleiht.

## Handlung
Mark ist ein intelligenter aber schüchterner Teenager, dem es nach einem Umzug von der Ostküste nach Arizona schwerfällt, neue Freunde zu finden. Damit er mit seinen alten Freunden in Kontakt bleiben kann, schenken ihm seine Eltern einen Kurzwellensender. Jedoch benutzt er diesen, um einen Piratensender zu betreiben. Hier nennt er sich „Happy Harry mit dem Harten“ und avanciert zum Helden der Hörer, welche größtenteils seine eigenen Schulkameraden sind, da er ihre Probleme und Ängste kennt und zur Sprache bringt, ebenso wie die aus seiner Sicht gesellschaftlichen Missstände. Außerdem treibt er Scherze, die unter die Gürtellinie gehen, wie zum Beispiel das Vortäuschen zwanghafter Masturbation. Als allerdings einer seiner Zuhörer sich das Leben nimmt, werden auch die Behörden auf ihn aufmerksam, die ihn schließlich stellen. Doch von Hörern seiner Sendung wird mit eigenen Sendern seine Idee fortgeführt.

## Hintergrundinformationen
Christian Slater wurde bei den Dreharbeiten krank, da er es nicht vertragen hatte, während eines Großteils seiner Szenen zu rauchen.

## Kritiken
- Die Zeitschrift Cinema bezeichnete den Film als „provokatives Teenie-Drama mit sattem Sound“.

- „Mit viel ‚fetziger‘ Musik aufbereitete unterhaltsame Teenager-Komödie, die an den eigenen zu hoch gesteckten Ansprüchen scheitert.“ - „Lexikon des internationalen Films“ (CD-ROM-Ausgabe), Systhema, München 1997

## Auszeichnungen
Der Film hat den „Golden Space Needle Award“ beim Seattle International Film Festival sowie den Zuschauerpreis beim Deauville Film Festival gewonnen.

## Soundtrack
Auf der offiziellen Soundtrack-CD sind folgende Lieder enthalten:
| Nr | Titel                              | Künstler        | Dauer  |
| -- | ---------------------------------- | --------------- | ------ |
| 01 | Everybody Knows (Leonard Cohen)    | Concrete Blonde | (4:42) |
| 02 | Why Can't I Fall in Love           | Ivan Neville    | (4:01) |
| 03 | Stand!                             | Liquid Jesus    | (4:22) |
| 04 | Wave of Mutilation (UK Surf)       | Pixies          | (3:00) |
| 05 | I've Got a Miniature Secret Camera | Peter Murphy    | (4:26) |
| 06 | Kick Out the Jams                  | Bad Brains      | (3:03) |
| 07 | Freedom of Speech                  | Above the Law   | (4:15) |
| 08 | Heretic                            | Soundgarden     | (3:48) |
| 09 | Titanium Exposé                    | Sonic Youth     | (6:01) |
| 10 | Me and the Devil Blues             | Cowboy Junkies  | (5:34) |
| 11 | Tale O' the Twister                | Chagall Guevara | (3:20) |

Mehrere Songs von bekannten Künstlern erschienen nicht auf der CD, obwohl sie im Film vertreten sind. Dazu zählen "Dad, I'm In Jail" von Was (Not Was), "Fast Lane" von Urban Dance Squad, "Wienerschnitzel" von Descendents, "Love Comes In Spurts" von Richard Hell and the Voidoids, "The Scenario" von Beastie Boys und "Talk Hard" von Stan Ridgway.